# Charcas (San Luis Potosí)
Charcas (San Luis Potosí) é um município do estado de San Luis Potosí, no México.